# ティアン・スワネポール
- ティアン・スワネプール

ティアン・スワネポール（Tiaan Swanepoel、1996年6月4日 - ）は、ユナイテッド・ラグビー・チャンピオンシップシャークスに所属するラグビー選手。

## プロフィール
- ナミビアウィントフック出身[1]。
- ポジションはスタンドオフ(SO)、フルバック(FB)。
- 身長 178 cm、体重 91 kg
- ナミビア代表キャップは5（2023年11月現在）[2] でラグビーワールドカップ2023のナミビア代表に選ばれた[3]。

## 来歴
ウェスタン・プロヴィンス、ウェストハーバー・パイレーツ、ゴールデン・ライオンズ、ライオンズ、ヴァランス＝ダジャンを経て、2023年、NECグリーンロケッツ東葛に加入。同年12月9日に行われたJAPAN RUGBY LEAGUE ONE第1節浦安D-Rocks戦にて先発出場で日本での公式戦初出場を果たした。
2024年、シャークスに加入。

## 受賞歴

### リーグワン
- 2023-24ベストキッカー(DIVISION 2)